# Det Danske Kulturinstitut

Logo des Dänischen Kulturinstituts

Det Danske Kulturinstitut (Dänisches Kulturinstitut) ist das Kulturinstitut zur Förderung und Verbreitung der dänischen Sprache und Kultur.

## Geschichte
Das Dänische Kulturinstitut ging 1989 aus der 1940 von Folmer Wisti gegründeten Danske Selskab (Dänischen Gesellschaft) hervor, die sich noch vor dem Ende des Zweiten Weltkriegs den Wiederaufbau der kulturellen Beziehungen zwischen Dänemark und dem Ausland zum Ziel gesetzt hatte. Der Hauptsitz des Dänischen Kulturinstituts ist Kopenhagen.
Seit dem 22. Juni 2005 untersteht das Institut der Schirmherrschaft der Kronprinzessin Mary Donaldson, der Gattin des dänischen Thronfolgers Frederik.

## Aufgaben
Das dänische Kulturinstitut ist eine selbstständige öffentlich-rechtliche Einrichtung, die dem dänischen Kulturministerium untersteht. Seine Aufgabe ist der kulturelle und gesellschaftliche Austausch zwischen Dänemark und dem Ausland. Dazu werden künstlerische, literarische oder musikalische Veranstaltungen angeboten, Seminare und Konferenzen im In- und Ausland veranstaltet und Austausche organisiert. Darüber hinaus bietet das Kulturinstitut Dänischkurse an.

## Standorte
Das erste Institut in Deutschland wurde Anfang der 1960er Jahre als „Dänisches Institut für Information und kulturellen Austausch“ in Dortmund gegründet. Nachdem das Institut von 1996 bis 2002 in Hannover angesiedelt war, wurde es zum Jahreswechsel 2002/2003 wieder nach Nordrhein-Westfalen verlegt und am 23. März 2003 von Prinzessin Benedikte in Bonn offiziell eröffnet. Mit Ablauf des Jahres 2011 hat es seine Arbeit eingestellt.
Es gibt außerdem Institute in Belgien (Brüssel), Lettland (Riga), Polen (Warschau), Russland (Sankt Petersburg), China (Peking), Indien (Neu-Delhi) und Brasilien (Rio de Janeiro).